# Pierrefitte-en-Auge

Pierrefitte-en-Auge este o comună în departamentul Calvados, Franța. În 1 ianuarie 2022 avea o populație de 154 de locuitori.